# Laima Garnelienė
Laima Garnelienė (* 1954 in Marijampolė, Litauen) ist eine litauische Juristin. Sie ist Richterin am Appellationsgericht Litauens und Vorsitzende der Abteilung für Strafsachen.

## Biografie
Von 1972 bis 1977  studierte Laima Garnelienė an der Juristischen Fakultät der Universität Vilnius. Von 1977 bis 1981 arbeitete sie im Rayon Anykščiai als Juristin und von 1981 bis 1986 Staatsanwaltsgehilfe in der Staatsanwaltschaft Marijampolė. Von 1992 bis 1995 war sie Richterin des Kreisgerichts Marijampolė und von 1993 bis 1995 stellvertretende Vorsitzende des Kreisgerichts. Seit 1995 ist sie Richterin des Appellationsgerichts Litauens und seit 1999 Vorsitzende der Abteilung für Strafsachen.
Garnelienė vertrat Litauen bei einer Reihe von Kongressen und Workshops auf EU-Ebene, so zum Beispiel 2000 beim 4th International Workshop on Crime Prevention and Criminal Justice und 2001 beim European Committee on Crime Problems (CDPC). 2008 war sie eine von zwei Vertreterinnen Litauens beim Consultative Council of European Judges (CCJE).
Seit Juni 2006 ist sie Vorsitzende des Litauischen Richterrats.